# Тип 67
Тип 67 е 7,62 мм картечница, използвана от Народната освободителна армия на Китай. Има общи черти със съветската картечница ПК, но е по-скоро хибрид, включващ в себе си части от дизайните на съветските и западните модели образци оръжие, използвани от китайската армия през XX век. От 1967 – годината, в която картечницата е въведена в експлотация, Тип 67 има две модификации: Тип 67-1 и Тип 67-2.